# Болград (пункт контролю)
45°40′2″ пн. ш. 28°36′46″ сх. д. / 45.66722° пн. ш. 28.61278° сх. д.
Болгра́д — однойменний пункт контролю на залізничній станції, що розташована поблизу із державним кордоном України з Молдовою.
Розташований в Одеській області, Болградський район, в однойменному місті, через яке проходить автошлях М15, Т 1608 та Т 1631. Із молдавського боку найближчою крупною станцією із пунктом пропуску є «Тараклія», Тараклійський район.
Вид пункту пропуску — залізничний. Статус пункту пропуску — міжнародний.
Характер перевезень — пасажирський, вантажний.
Судячи із відсутності даних про пункт контролю «Болград» на сайті МОЗ, очевидно пункт може здійснювати тільки радіологічний, митний та прикордонний контроль.
Повна назва: пункт контролю на залізничній станції «Болград» відділу митного оформлення №2 митного поста «Ізмаїл» Одеської митниці Державної фіскальної служби України.